# 潘普洛纳市政厅
潘普洛纳市政厅（Ayuntamiento de Pamplona）是西班牙纳瓦拉大区首府潘普洛纳的市政厅，位于老城区的市政厅广场（Plaza Consitorial）。每年7月6日正午12:00，市长在大厅的阳台上点燃冲天炮（Chupinazo），宣告圣费尔明节的开始。